# Großgruppenmoderation
Großgruppenmoderation ist eine sozialpsychologische Methode, um große Planungs- und Entscheidungsgruppen von 50 bis 200 (oder sogar bis 1000) Teilnehmern in einem großen Versammlungsraum so zu steuern (Moderation), dass sie in kurzer Zeit, typisch sind zwei bis drei Tage, zu umsetzbaren Ergebnissen kommen. Anwendungsfelder sind beispielsweise Unternehmen, Organisationen, Verwaltungen, Städte und Gemeinden oder Bürgerbeteiligung.

## Geschichte
In den 1980er-Jahren wusste man in der Organisationsentwicklung schon gut mit Veränderungen in großen Organisationen umzugehen. „Betroffene zu Beteiligten machen“ war längst als unerlässliche Bedingung bekannt. Es gab ein breites Instrumentarium, um solche Prozesse zu initiieren und zu begleiten. Man arbeitete mit Gruppen von 60 bis 100 Führungskräften unter indirekter und direkter Beteiligung von Mitarbeitern. Schwierigkeiten machte die Umsetzung in größeren Unternehmen, durch die begrenzte Teilnehmerzahl dauerten Veränderungen zu lange oder wurden über die vielen Ebenen verwässert. Hier hilft die Großgruppenmoderation. Eingebettet in Organisationsentwicklungsprozesse können so gemeinsam getragene Veränderungen auch in großen Unternehmen oder Kommunen (Bürgerbeteiligung) effizient umgesetzt werden.

## Arbeit mit Großgruppen
Die ganze Organisation (oder ein repräsentativer Querschnitt aller Mitarbeiter) wird als Großgruppe in einen Raum geholt. Sie treffen sich, um in einer begrenzten Zeitspanne gemeinsam konkrete Aufgabenstellungen zu bestimmen und um gemeinsam Ergebnisse zu erarbeiten.

### Ziel
Ziele können sein: großflächiger Wandel, schnelle Ergebnisse, kontinuierliche Verbesserung, Visionen finden, Strategien und Ziele festlegen, Werte bestimmen, Kultur gestalten, Ideen sammeln und in Programme umsetzen, Zukunft gestalten – und dabei die Betroffenen zu Beteiligten machen.

### Methode
Kernelemente der Großgruppenmoderation sind: Energien vieler mobilisieren, Fähigkeiten und Fertigkeiten nutzbringend vernetzen (Synergie), Selbststeuerung und Lernautonomie, Selbstverantwortung, von unten nach oben arbeiten (Bottom-up)
Der Moderator (meist ein Team) begleitet, unterstützt und fördert den Prozess methodisch. Ein Organisationsteam sorgt für Raumverteilung, Technik und Material, Verpflegung und Getränke, und hilft bei der Visualisierung und bei der Sammlung der Ergebnisse.

## Zukunftskonferenz
Die Zukunftskonferenz wurde von Marvin Weisbord entwickelt und 1982 veröffentlicht.
Zukunftskonferenzen dauern drei Tage und sind geeignet für 32 bis 72 Teilnehmer. Ziel ist die Planung einer gemeinsamen Zukunft. Der Schwerpunkt liegt auf dem Finden von Gemeinsamkeiten und der Gestaltung der Zukunft, deshalb eignet sich die Zukunftskonferenz auch für Gruppen mit konkurrierenden Interessen oder konflikthafter Vergangenheit.
Sie hat einen festen Ablauf: Rückblick in die Vergangenheit, Analyse externer Trends, Bewertung der gegenwärtigen Situation im Unternehmen, Entwicklung gemeinsamer Visionen, Herausarbeiten von Gemeinsamkeiten und Planung von konkreten Maßnahmen. Gearbeitet wird an Achter-Tischen in homogenen und gemischten Gruppen (Funktionen, Hierarchieebenen, auch Vertreter externer Gruppen) und im Plenum. Maßnahmen werden erst geplant, wenn Einigkeit über die gewünschte Zukunft erreicht ist.

## Open Space
Open Space wurde von Harrison Owen in den frühen 1980er Jahren entwickelt.
Open-Space-Konferenzen dauern zwei bis drei Tage und sind geeignet für 70 bis 1000 Teilnehmer. Sie sind inhaltlich und formal sehr offen: die Teilnehmer geben eigene Themen ins Plenum und gestalten dazu eine Arbeitsgruppe. Hier werden mögliche Projekte erarbeitet. Die Ergebnisse werden am Schluss gesammelt. Wichtig ist ein Steuerkreis, der für die anschließende Umsetzung sorgt. Open Space kann in kurzer Zeit eine unglaubliche Vielfalt von konkreten Maßnahmen produzieren.
Berühmt ist das Gesetz der zwei Füße als Ausdruck der Freiheit und Selbstverantwortung: der Teilnehmer bleibt nur so lange in einer Gruppe, wie er es für sinnvoll erachtet; und der Begriff Hummeln und Schmetterlinge als Ausdruck für unterschiedliche Beteiligung: die einen vertiefen ein Thema eher und die anderen bilden eine Brücke durch häufige Gruppenwechsel.

## RTSC-Konferenz
Die RTSC-Konferenz (englisch: Real Time Strategic Change) wurde von Paul Tolchinsky und Kathleen Dannemiller entwickelt.
RTSC-Konferenzen dauern drei Tage und sind geeignet für bis 2200 Teilnehmer. Ziel ist, strategischen Wandel auf allen Ebenen und in allen Bereichen gleichzeitig in Gang zu bringen. Dabei sind die strategischen Ziele bereits vorgegeben. RTSC-Konferenzen sind immer in Organisationsentwicklungs-Prozesse eingebunden.
Die Konferenz ist stärker Top-down-organisiert und wird von einem Team aus den vorgesehenen Teilnehmern vorbereitet. Entscheidend ist die Eröffnung, bei der die Teilnehmer durch die oberste Leitung aufgerüttelt und motiviert werden. Die Arbeit geschieht an Achter-max-mix-Tischen, mit möglichst bunt gemischten Mitarbeitern, die als repräsentative Zellen (sogenannte Fraktale) der Organisation Bereichsgrenzen überwinden. Hier wird die Strategie geprüft und verbessert. In einer Nachtsitzung werden die Ergebnisse mit der Führung abgestimmt und am dritten Tag wird die Umsetzung gemeinsam und unternehmensweit geplant. Das Management hat einen großen Einfluss auf die Ergebnisse.

## World-Café
siehe World-Café

## Appreciative Inquiry Summit
Der Appreciative Inquiry Summit (englisch, etwa: Gipfeltreffen zur verständnisvollen Befragung, abgekürzt: AI Summit) wurde von David Copperrider und Diana Whitney entwickelt. Es ist für Großgruppen (50 bis ca. 2000 Teilnehmer) geeignet.
Diese Methode bezweckt, die klassische defizitorientierte Logik der Reparatur durch eine ressourcenorientierte Logik des Wachstums zu ersetzen und eine Änderung der Organisationskultur anzuregen. Daher kommen AI Summits oft bei Umstrukturierungen von Großfirmen und nach Fusionen zum Einsatz.
Im Vorfeld der Tagung wird das Prozessziel festgelegt. Am ersten Tag werden die vorhandenen Ressourcen erforscht, der zweite Tag ist dem Erfinden (der Zukunft) und Entwickeln (neuer Situationen) gewidmet, am dritten Tag sollen Umsetzungsaktivitäten zur Entfaltung gebracht werden.

## Themenorientierte Improvisation
Themenorientierte Improvisation (TOI) ist eine Theatermethode, mit der Zuschauer, Schauspieler und ein Moderator ein gemeinsames Thema oder Anliegen bearbeiten können.
Inspiriert vom Improvisationstheater, Forumtheater und Psychodrama entstand Ende der 90er Jahre diese Theater- oder Großgruppenmoderationsform, bei der zu einem für das Publikum relevanten Thema von speziell ausgebildeten Schauspielern Szenen improvisiert und von den Zuschauern bearbeitet werden. Der Prozess wird von einer Moderationsperson gesteuert. Vor allem das Publikum, aber auch die Schauspieler und die Moderation können die Szenen jederzeit unterbrechen und verändern. Eine Vierte Wand wie bei naturalistischen Theaterformaten oder beim Seminar-Rollenspiel gibt es nicht. Zu jedem Zeitpunkt ist es möglich, die Rollenfiguren zu befragen oder deren Innenleben durch theatrale Darstellungen sichtbar zu machen (Introspektion). Durch den engen Kontakt und die zahlreichen Interaktionen der Schauspieler und der Moderation zum Publikum entsteht eine Quasirealität, die viele Perspektiven enthalten kann, die über die bisherige Sichtweise des Publikums hinausgehen. Durch einen Arbeitsauftrag an die Zuschauer, sich mit alternativen Handlungsanweisungen für die Identifikationsfigur zu beschäftigen, entsteht die Grundlage für das abschließende Theaterlabor.